# Kordunski Ljeskovac
Kordunski Ljeskovac – wieś w Chorwacji, w żupanii karlowackiej, w gminie Rakovica. W 2011 roku liczyła 18 mieszkańców.